# Andrea Romeo
Andrea Romeo (11 de junio de 1985) es un deportista italiano que compite en piragüismo en la modalidad de eslalon. Ganó una medalla de oro en el Campeonato Mundial de Piragüismo en Eslalon de 2013 y una medalla de bronce en el Campeonato Europeo de Piragüismo en Eslalon de 2015, ambas en la prueba de K1 por equipos.

## Palmarés internacional
| Campeonato Mundial | Campeonato Mundial      | Campeonato Mundial | Campeonato Mundial |
| Año                | Lugar                   | Medalla            | Competición        |
| ------------------ | ----------------------- | ------------------ | ------------------ |
| 2013               | Praga (República Checa) | Medalla de oro     | K1 por equipos     |
| Campeonato Europeo |                         |                    |                    |
| Año                | Lugar                   | Medalla            | Competición        |
| 2015               | Markkleeberg (Alemania) | Medalla de bronce  | K1 por equipos     |